# Le Clou
Pour les articles homonymes, voir Le Clou (homonymie).
Le Clou (JLA: the Nail en version originale) est un comics originellement publié en trois épisodes en 1998 par DC Comics dans la collection Elseworlds. Cette collection propose des récits qui n'appartiennent pas à la continuité de l'univers DC. Il a été traduit en France en 2005 par Panini.
En 2004, DC Comics édite une suite au récit, JLA: Another Nail, une mini-série en 3 numéros. Cette nouvelle histoire répond à plusieurs questions laissées sans réponses dans Le Clou. 

## Équipe artistique
- Scénario : Alan Davis
- Dessin : Alan Davis
- Encrage : Mark Farmer
- Couleurs : Patricia Mulvihill

## Histoire
L'histoire de ce comics est inspirée d'un poème de George Herbert :

« Faute d'un clou l'on perdit le fer,

Faute d'un fer l'on perdit la monture,

Faute d'une monture l'on perdit le héros,

Faute d'un héros l'on perdit la bataille.

C'est ainsi que l'on perdit un royaume,

À cause du royaume on perdit la vie.

Faute d'un clou. »

À cause d'un clou dans le pneu de leur voiture, les Kent ne se sont jamais trouvés sur la route au bord de laquelle ils devaient rencontrer Kal-El.
Le résultat est un monde sans Superman, une version plus sombre de l'univers DC, dans lequel Lex Luthor est le maire de Metropolis, et où les méta-humains sont accusés d'être des aliens voulant envahir la Terre. La Justice League of America va essayer de comprendre ce qui se passe tandis que de par le monde super-héros et super-vilains tombent aux mains d'un adversaire insaisissable.

## Distinctions
- 1999 : Nomination au Prix Eisner dans la catégorie « Meilleure Série limitée »[1].

## Publications françaises
L'éditeur Panini propose le récit dans sa collection « DC Anthologie » en décembre 2005. Il propose la suite, Another Nail, en avril 2006 sous le titre Le Clou 2.